# چوره‌پینار (صندوق‌لی)
چوره‌پینار (به ترکی استانبولی: Çevrepınar) یک منطقهٔ مسکونی در ترکیه است که در صندوق‌لی واقع شده‌است.